# 天主教梅赫伦-布鲁塞尔总教区
天主教梅赫倫-布魯塞爾總教區（拉丁語：Archidioecesis Mechliniensis-Bruxellensis）是羅馬天主教在比利時的一個教省總教區。下轄七個教區。
總教區範圍包括布拉班特省，教座位於梅赫倫。2011年，有1,637,000名教友，估轄區總人口64%，有659個堂區、1,839名司鐸、92名終身執事、1,485名修士、2,035名修女。現任總主教為若瑟·德其素樞機，並依職權為比利時主教團當然(ex officio)主席。
梅赫倫教區成立於1559年5月12日，1801年升為總教區。1961年12月8日易名至今。

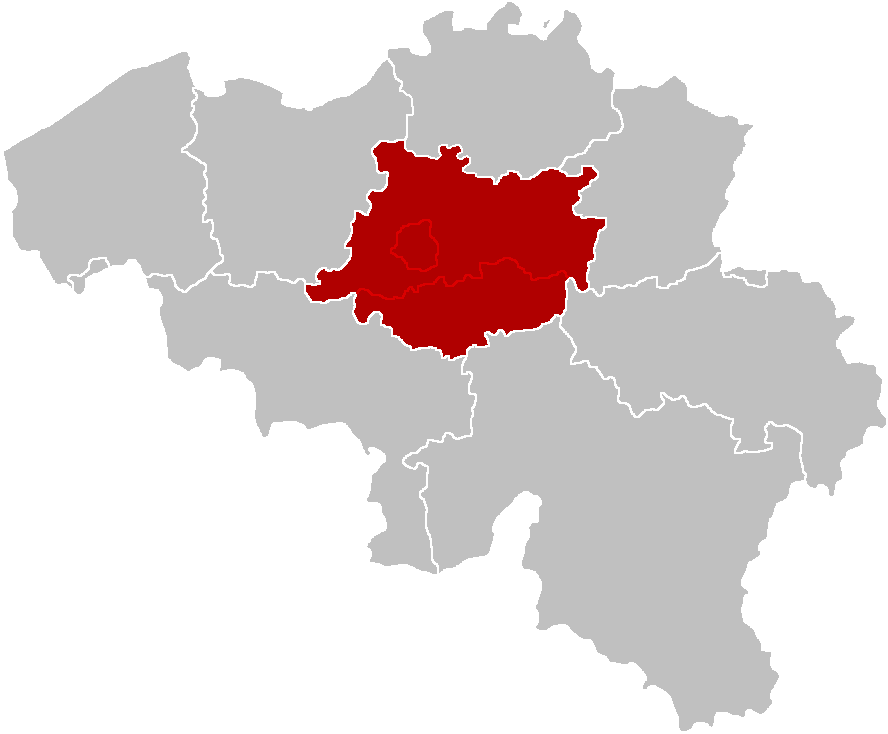
梅赫倫-布魯塞爾總教區管轄範圍圖